# Arif Salichov
Arif Salichov (28. března 1951 Jihlava – 28. února 2018) byl český právník, státní zástupce, spisovatel a básník.

## Život
Měl bulharské kořeny. V roce 1974 absolvoval Právnickou fakultu Univerzity Jana Evangelisty Purkyně v Brně, titul doktora práv získal v roce 1981, v letech 1989–1991 postgraduálně studoval na Právnické fakultě Univerzity Karlovy. V letech 1977–1979 působil jako prokurátor Okresní prokuratury ve Žďáře nad Sázavou, dalších deset let strávil na obdobné pozici na Okresní prokuratuře v Jihlavě. V letech 1986–1989 byl členem KSČ. V letech 1989–1990 pracoval jako prokurátor Krajské prokuratury v Brně. V období let 1990 až 1995 zastával funkci okresního státního zástupce v Jihlavě (1990–1993 se post nazýval okresní prokurátor). V letech 1995–1996 vykonával funkci prvního náměstka nejvyšší státní zástupkyně v Brně. V roce 1997 se vrátil do Jihlavy jako okresní státní zástupce, tuto funkci zastával až do roku 2013, kdy odešel do penze. Angažoval se také v Unii státních zástupců České republiky, kde v letech 1999–2002 působil jako viceprezident a v období 2002–2005 jako prezident.
V roce 2000 dozoroval jako státní zástupce kauzu přísedícího soudce Pavla Vítka z případu Babice. V červnu 2007 Nejvyšší státní zastupitelství případ Jiřího Čunka odňalo přerovskému státnímu zástupci Radimu Obstovi a přikázalo jej právě Salichovi, ten dne 7. srpna 2007 trestní stíhání zastavil, protože Policií ČR shromážděné důkazy nedokazovaly, že by Jiří Čunek spáchal trestný čin. Salichov o kauze v roce 2008 začal psát knihu, kterou se však těsně před vytištěním rozhodl nevydat. V roce 2008 tehdejší stínová ministryně spravedlnosti ČSSD Marie Benešová Salichova zmínila ve výroku, kdy některé špičky tehdejší justice označila za justiční mafii, vyjmenovaní se obrátili s žalobou na soud, Salichov pak v dubnu 2009 žalobu stáhl.
V komunálních volbách v roce 2014 byl jako nestraník zvolen na kandidátce hnutí Forum Jihlava do zastupitelstva města Jihlava. Byl tajemníkem Spolku pro starou Jihlavu, který v roce 2014 spoluzakládal.

## Dílo

### Hudba
V 70. letech měl folkovou kapelu, v 80. letech se jako písničkář s kytarou účastnil jihlavských soutěžních koncertů Písničky ze šuplíku.